# Micranthes petiolaris
Micranthes petiolaris là một loài thực vật có hoa trong họ Saxifragaceae. Loài này được (Raf.) Brouillet & Gornall mô tả khoa học đầu tiên năm 2007.